# Lloyd Phillips (Musiker)

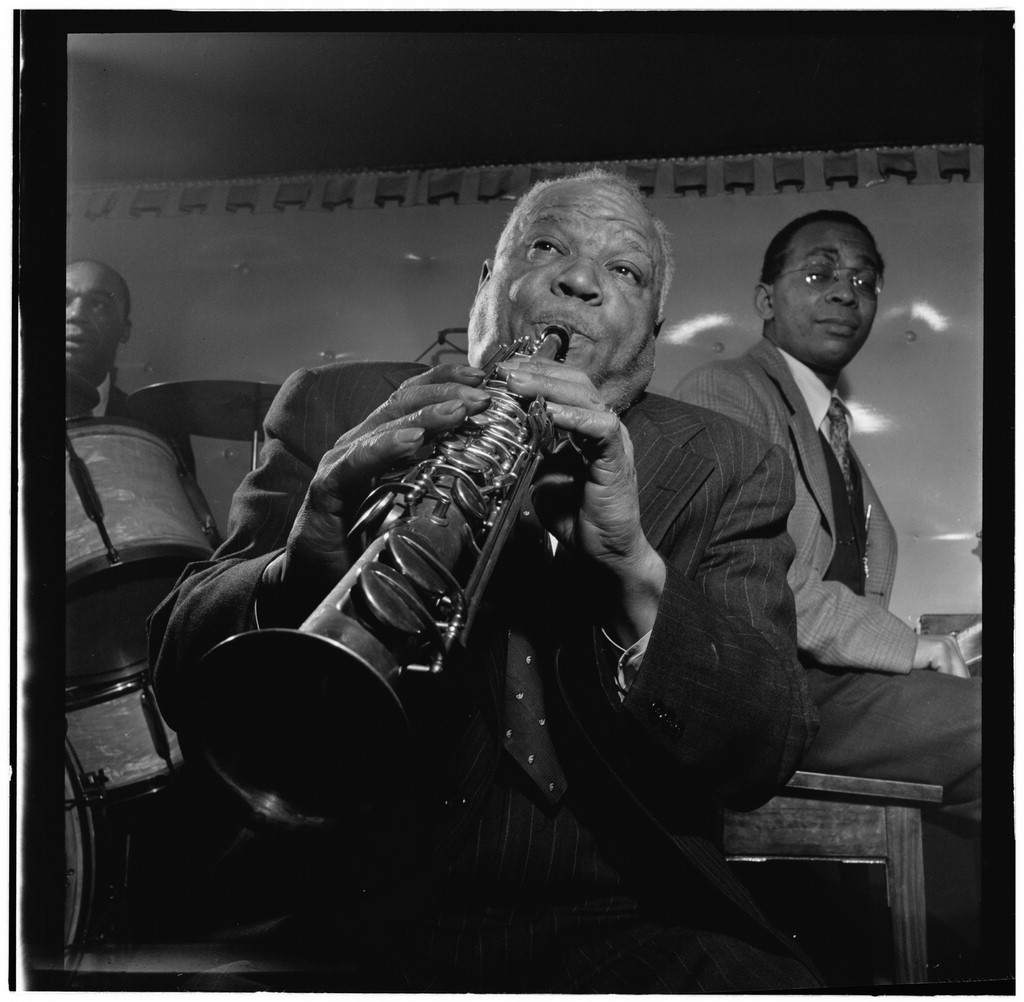
Sidney Bechet, Freddie Moore und Lloyd Phillips (rechts) bei einem Auftritt im Jazzclub Jimmy Ryan’s, New York City, ca. Juni 1947. Fotografie von William P. Gottlieb

Lloyd Phillips (* 1905 in Richmond (Virginia); † 1970) war ein US-amerikanischer Jazzpianist.

## Leben und Wirken
Lloyd Phillips lernte während seiner Schulzeit Klavierspiel und tourte mit verschiedenen Revueen in Neuengland, bevor er 1927 nach New York City kam, um im Orchester von Dave Alford zu arbeiten. In den 1930er-Jahren spielte er in der Combo des Trompeters June Clark, dann u. a. bei Chick Webb und Dave Nelson. Mitte des Jahrzehnts tourte er mit der Revue The Blackbirds; nach seiner Rückkehr nach New York war er vor allem als Begleitmusiker von Sängern tätig, in den 1950er-Jahren von Pearl Bailey.
Phillips spielte außerdem Anfang 1947 in New York mit Sidney Bechet, mit dem Aufnahmen entstanden („Buddy Bolden Stomp“), mit dem Bassisten Pops Foster sowie entweder Freddie Moore oder Arthur Herbert am Schlagzeug. Mit Bechets Quartett trat er im Jimmy Ryan’s, ab Herbst 1947 im Chicagoer Jazzclub Jazz Ltd. auf. Im Bereich des Jazz war er zwischen 1960 und 1972 an 73 Aufnahmesessions beteiligt. Art Hodes’ Zeitschrift The Jazz Record bezeichnete ihn 1947 als „kompetenten, aber nicht sehr auffälligen Pianisten“.